# Shrewsbury Town FC
Shrewsbury Town Football Club is een Engelse voetbalclub uit Shrewsbury. De club komt met ingang van het seizoen 2025/26 uit in de League Two, nadat het de voorgaande tien seizoenen had doorgebracht in de League One.

## Geschiedenis

### Vroege geschiedenis
De club werd opgericht in mei 1886 na de opheffing van de succesvolle club Castle Blues, dat bekendstond als een ruig team en na frequent geweld op en langs het veld uiteindelijk ten onder was gegaan. De nieuwe club hoopte even succesvol te zijn, maar dan wel niet even berucht. Na enkele regionale bekercompetities was Shrewsbury een van de oprichters van de Shropshire & District League in 1890/91 en sloot zich in 1895/96 aan bij de Birmingham League. Vele teams uit die tijd bestaan nu niet meer, maar enkel tegenstanders spelen nu nog steeds in de Football League of in de Conference National zoals Crewe Alexandra, Coventry City, Stoke City, Kidderminster Harriers en Stafford Rangers. Meestal eindigde de club in de middenmoot met een occasionele uitschieter in de subtop en in 1922/23 werd uiteindelijk de titel behaald.
In 1937/38 transfereerde de club naar de Midland League, werd kampioen en won 3 bekers, de League Cup, de Welsh Cup, de Shropshire Senior Cup en deed het ook niet slecht in de FA Cup. Na enkele goede noteringen en de titel in 1949/50 werd de club toegelaten tot de Football League in 1950.

### Football League
Toelating tot de League had de club te danken omdat deze van 88 naar 92 clubs werd uitgebreid en speelde in de Third Division North. Na het seizoen 1957/58 werden de 2de reeksen in de 3de klasse herleid tot 1 reeks en Shrewsbury kwalificeerde zich daar niet voor en degradeerde naar de nieuw gevormde Fourth Division en werd daar meteen kampioen. De volgende 15 jaar speelde de club in de Third Division en degradeerde in 1974. Eén seizoen later keerde Shrewsbury al terug en in 1979 kroonde de club zich kampioen en speelde zo voor het eerst in de Second Division. Dat seizoen haalde de club ook de zesde ronde van de FA Cup waarin de Wolverhampton Wanderers te sterk waren, wel werd Manchester City uitgeschakeld. In 1981/82 werd Shrewsbury uitgeloot tegen Ipswich Town in de 5de ronde van de FA Cup, net als vorig seizoen toen Ipswich won. Ipswich was een Europees topteam op dat moment en verloor met 2-0 van Shrewsbury. In de kwartfinale won Leicester City met 5-2 en sloeg de droom van Shrewsbury aan diggelen.
Na enkele middelmatige seizoenen eindigde de club van 1983 tot 1985 in de top 10 maar maakte nooit kans op promotie. Daarna ging het langzaam bergaf en na 10 seizoenen in de tweede klasse degradeerde de club in 1989.
Drie jaar later degradeerde de club nog verder naar de Fourth Division. Twee jaar later promoveerde de club opnieuw en kon drie jaar standhouden. In 2000 kwam de club zelfs in de gevarenzone van de vierde klasse en dreigde uit de Football League te degraderen. De volgende twee seizoenen ging het beter maar in 2003 werd de club laatste en verdween zo na 53 jaar uit de Football League, de laatste wedstrijd werd met 2-1 verloren van Scunthorpe United, toevallig ook de allereerste tegenstander in 1950.

### Conference en terugkeer
Na één seizoen in de Conference Premier kon Shrewsbury al terugkeren en kon zich verzekeren van behoud, in 2006 werd zelfs de tiende plaats behaald.
In het seizoen 2014/15 eindigde Shrewsbury Town als tweede in de League Two, waardoor de club rechtstreeks promoveerde naar de League One, net als kampioen Burton Albion en achtervolger Bury.

### Nederlanders
Van juli 2010 tot zomer 2011 speelt er voor het eerst een Nederlandse speler bij Shrewsbury Town. Benjamin van den Broek is dan overgekomen van het failliete FC Haarlem.
In juli 2013 komt de in Amsterdam geboren Akwasi Asante van Birmingham City over. In 2014 speelt Sidney Schmeltz gehuurd van Oldham Athletic bij Shrewsbury Town.

## Erelijst
- Welsh Cup

Winnaar: 1891, 1938, 1977, 1979, 1984, 1985
Finalist: 1931, 1948, 1980
- Midland League

1938, 1946, 1948
- Birmingham League

1923

## Eindklasseringen vanaf 1945/46
- 1946 1e
Midland League
- 1947 6e
Midland League
- 1948 1e
Midland League
- 1949 8e
Midland League
- 1950 10e
Midland League
- 1951 20e
Third Division North / South
- 1952 20e
Third Division North / South
- 1953 23e
Third Division North / South
- 1954 21e
Third Division North / South
- 1955 16e
Third Division North / South
- 1956 13e
Third Division North / South
- 1957 9e
Third Division North / South
- 1958 17e
Third Division North / South
- 1959 4e
Fourth Division
- 1960 3e
Third Division
- 1961 10e
Third Division
- 1962 19e
Third Division
- 1963 15e
Third Division
- 1964 11e
Third Division
- 1965 16e
Third Division
- 1966 10e
Third Division
- 1967 6e
Third Division
- 1968 3e
Third Division
- 1969 17e
Third Division
- 1970 15e
Third Division
- 1971 13e
Third Division
- 1972 12e
Third Division
- 1973 15e
Third Division
- 1974 22e
Third Division
- 1975 2e
Fourth Division
- 1976 9e
Third Division
- 1977 10e
Third Division
- 1978 11e
Third Division
- 1979 1e
Third Division
- 1980 13e
Second Division
- 1981 14e
Second Division
- 1982 18e
Second Division
- 1983 9e
Second Division
- 1984 8e
Second Division
- 1985 8e
Second Division
- 1986 19e
Second Division
- 1987 18e
Second Division
- 1988 18e
Second Division
- 1989 22e
Second Division
- 1990 11e
Third Division
- 1991 18e
Third Division
- 1992 22e
Third Division
- 1993 9e
Third Division
- 1994 1e
Third Division
- 1995 18e
Second Division
- 1996 18e
Second Division
- 1997 22e
Second Division
- 1998 13e
Third Division
- 1999 15e
Third Division
- 2000 22e
Third Division
- 2001 15e
Third Division
- 2002 9e
Third Division
- 2003 24e
Third Division
- 2004 3e
Football Conference
- 2005 21e
League Two
- 2006 10e
League Two
- 2007 7e
League Two
- 2008 18e
League Two
- 2009 7e
League Two
- 2010 12e
League Two
- 2011 4e
League Two
- 2012 2e
League Two
- 2013 16e
League One
- 2014 23e
League One
- 2015 2e
League Two
- 2016 20e
League One
- 2017 18e
League One
- 2018 3e
League One
- 2019 18e
League One
- 2020 15e
League One
- 2021 17e
League One
- 2022 18e
League One
- 2023 12e
League One
- 2024 19e
League One
- 2025 24e
League One

- Second Division
- Third Division
- Fourth Division
- League One
- League Two
- National League
- Midland League

ⓘ In 1992 invoering van de Premier League en opheffing van de Fourth Division; in 2004 opheffing van de First, Second en Third Division.

## Bekende (oud-)spelers
- Akwasi Asante
- Benjamin van den Broek
- Matt Gilks
- Grant Holt
- Joe Hart
- Andy Wilkinson
- Mark Williams